# Dervish Duma
Dervish Duma, född den 4 juli 1908 i Vlora i Albanien, död den 6 maj 1998 i Surrey i England, var en albansk diplomat.
Dervish Duma gick i italienskspråkig skola i Vlora i Albanien och senare i yrkesskola i Tirana. Han arbetade för en kortvarig stund i ett italienskt oljeföretag. Efteråt anställdes han som tolk för den engelska poliskåren (gendarmeriet) i Albanien. Han fick möjlighet att studera i England. Från och med 1933 under en tvåårsperiod läste han offentlig förvaltning vid London School of Economics. Han återvände 1935 till Albanien och påbörjade sin diplomatiska bana. Han var anställd vid den albanska beskickningen i London och var också sekreterare för den albanska delegationen i Nationernas förbund (NF) i Genéve. Under den italienska ockupationen av Albanien befann han sig i exil och arbetade för den albanska sektionen i BBC. Han var en framträdande personlighet inom den albanska diasporan i London.